# Hibrid kénciklus
A hibrid kénciklus (HyS) kétlépéses vízbontó termokémiai hidrogén-előállító eljárás. A kén különböző fokon oxidált/redukált formáin alapul. A hibrid termokémiai eljárások közé sorolják, mert az egyik lépésben elektrolízis útján történik a hidrogén előállítása. A termokémiai lépés végezhető a kén–jód ciklus termokémiai lépésével megosztott módon is.
A HyS ciklust a Westinghouse Electric Corp. fedezte fel és fejlesztette ki még az 1970-es évek elején, ezért Westinghouse-eljárás néven is ismert. 2003 óta az USA-ban a fejlesztéssel a Savannah River National Laboratory foglalkozik.

## Folyamatleírás
A HyS ciklus két alapfolyamata a következő:
1. H2SO4(aq) → H2O(g) + SO2(g) + ½ O2(g) (termokémiai, T > 800 °C)
2. SO2(aq) + 2 H2O(l) → H2SO4(aq) + H2(g) (elektrokémiai, T = 80-120 °C)

Nettó reakció: H2O(l) → H2(g) + ½ O2(g)
A kén-dioxid depolarizáló hatása megjelenik az anódon az elektrolízis során. Ennek eredményeképpen jelentősen csökken a cellafeszültség a (2) reakcióban. A standardpotenciál a (2) reakcióban -0,158 V  298,15 K hőmérsékleten. Az elektrolízis útján történő vízbontás -1,229 V-os cellafeszültségével  összehasonlítva jelentős energiahatékonyság-javulást láthatunk.

## Fordítás
Ez a szócikk részben vagy egészben  a   Hybrid sulfur cycle című angol Wikipédia-szócikk ezen változatának fordításán alapul.  Az eredeti cikk szerkesztőit annak laptörténete sorolja fel. Ez a jelzés csupán a megfogalmazás eredetét és a szerzői jogokat jelzi, nem szolgál a cikkben szereplő információk forrásmegjelöléseként.